# روجر تورنر
روجر تورنر (بالإنجليزية: Roger Turner)‏ هو متزلج فني أمريكي، ولد في 3 مارس 1901 في ميلتون في الولايات المتحدة، وتوفي في 29 أكتوبر 1993 في Walpole, Massachusetts ‏ في الولايات المتحدة.

## وصلات خارجية
- روجر تورنر على موقع اللجنة الأولمبية الدولية (الإنجليزية)
- روجر تورنر على موقع أوليمبيديا (الإنجليزية)